# Neyveli Lignite Corporation
NLC India Limited (anciennement Neyveli Lignite Corporation Limited) est une entreprise publique indienne d'extraction de lignite et de production d’électricité. Elle exploite notamment la mine de lignite de Neyveli et plusieurs centrales électriques d'une puissance cumulée de 3 390 MW début 2021 brûlant ce lignite.